# 캄보디아 국립은행
캄보디아 국립은행(크메르어: ធនាគារជាតិនៃកម្ពុជា)은 캄보디아의 중앙은행이다. 은행의 업무는 국제통화, 통화 및 교환정책 관리, 은행과 금융기관의 규제, 그리고 국가 통화인 리엘의 통제이다. 이 은행은 1954년 캄보디아가 프랑스로부터 독립하면서 인도차이나 인쇄소가 문을 닫은 후 설립되었다.
1975년부터 1979년까지 민주 캄푸치아 동안, 전체 금융 시스템이 존재하지 않게 되었으나, 1979년 10월에 중앙 은행이 다시 설립되었다. 캄보디아 국립은행은 1979년부터 1992년까지 "레드 뱅크(Red Bank)" 또는 "뱅크 루즈(Banque Rouge)", "캄푸치아 인민 은행(People's National Bank of Kampucha)"으로 알려져 있었다.

## 이사회
중앙은행의 이사회는 이사회이다. 이사회는 총재, 부지사를 비롯한 5명의 위원으로 구성되며, 1명은 정부수반, 1명은 기재부, 1명은 경제활동, 1명은 고등교육, 1명은 중앙은행 직원을 대표한다. 이사회는 주지사가 위원장을 맡고 있다.

## 같이 보기
- 캄보디아 리엘
- 캄보디아의 경제